# Guvernul Manea Mănescu (1)
Guvernul Manea Mănescu (1) a fost un consiliu de miniștri care a guvernat România în perioada 27 februarie 1974 - 18 martie 1975.

## Componența
- Președintele Consiliului de Miniștri

Manea Mănescu (27 februarie 1974 - 18 martie 1975)

### Vicepreședinți ai Consiliului de Miniștri
- Prim-vicepreședinte al Consiliului de Miniștri

Ilie Verdeț (27 februarie 1974 - 18 martie 1975)
- Vicepreședinte al Consiliului de Miniștri

Janos Fazekas (27 februarie 1974 - 18 martie 1975)
- Vicepreședinte al Consiliului de Miniștri

Paul Niculescu-Mizil (27 februarie 1974 - 18 martie 1975)
- Vicepreședinte al Consiliului de Miniștri

Gheorghe Rădulescu (27 februarie 1974 - 18 martie 1975)
- Vicepreședinte al Consiliului de Miniștri

Emil Drăgănescu (27 februarie 1974 - 18 martie 1975)
- Vicepreședinte al Consiliului de Miniștri

Mihai Marinescu (27 februarie 1974 - 18 martie 1975)
- Vicepreședinte al Consiliului de Miniștri

Ion Pățan (27 februarie 1974 - 18 martie 1975)
- Vicepreședinte al Consiliului de Miniștri

Gheorghe Oprea (27 februarie 1974 - 18 martie 1975)

### Miniștri
- Ministrul de interne

Emil Bobu (27 februarie 1974 - 18 martie 1975)
- Ministrul de externe

George Macovescu (27 februarie 1974 - 18 martie 1975)
- Ministrul justiției

Teodor Vasiliu (27 februarie 1974 - 18 martie 1975)
- Ministrul apărării naționale

Ion Ioniță (27 februarie 1974 - 18 martie 1975)
- Președintele Comitetului de Stat al Planificării (cu rang de ministru)

Emil Drăgănescu (27 februarie 1974 - 18 martie 1975)
- Ministrul finanțelor

Florea Dumitrescu (27 februarie 1974 - 18 martie 1975)
- Ministerul industriei metalurgice

Neculai Agachi (27 februarie 1974 - 18 martie 1975)
- Ministrul industriei chimice

Mihail Florescu (27 februarie 1974 - 18 martie 1975)
- Ministrul minelor, petrolului și geologiei

Bujor Almășan (27 februarie 1974 - 18 martie 1975)
- Ministrul energiei electrice

Constantin Băbălău (27 februarie 1974 - 18 martie 1975)
- Ministrul economiei forestiere și materialelor de construcții

Vasile Patilineț (27 februarie 1974 - 18 martie 1975)
- Ministrul construcțiilor industriale

Matei Ghigiu (27 februarie 1974 - 18 martie 1975)
- Ministrul industriei construcțiilor de mașini grele

Ioan Avram (27 februarie 1974 - 18 martie 1975)
- Ministrul construcțiilor de mașini-unelte și electrotehnicii

Virgil Octavian (27 februarie 1974 - 18 martie 1975)
- Ministrul industriei ușoare

Gheorghe Cazan (27 februarie 1974 - 18 martie 1975)
- Ministrul agriculturii și silviculturii

Angelo Miculescu (27 februarie 1974 - 18 martie 1975)
- Ministrul comerțului interior

Janos Fazekas (27 februarie 1974 - 18 martie 1975)
- Ministrul comerțului exterior

Ion Pățan (27 februarie 1974 - 18 martie 1975)
- Ministrul Aprovizionării Tehnico-Materiale și Controlului Gospodăririi Fondurilor Fixe

Maxim Berghianu (27 februarie 1974 - 18 martie 1975)
- Ministrul transporturilor și telecomunicațiilor

Traian Dudaș (27 februarie 1974 - 18 martie 1975)
- Ministrul turismului

Ion Cosma (27 februarie 1974 - 18 martie 1975)
- Ministrul sănătății

Theodor Burghele (27 februarie 1974 - 18 martie 1975)
- Ministrul muncii

Petre Lupu (27 februarie 1974 - 18 martie 1975)
- Ministrul pentru Problemele Tineretului (în calitate de prim-secretar al C.C. al U.T.C.)

Ion Traian Ștefănescu (27 februarie 1974 - 18 martie 1975)
- Ministrul învățământului (din 17 noiembrie 1971 a purtat denumirea de ministru al educației și învățământului)

Paul Niculescu-Mizil (27 februarie 1974 - 18 martie 1975)

### Miniștri secretari de stat
- Ministrul secretar de stat la Ministerul Industriei Chimice

Ilie Câșu (27 februarie 1974 - 18 martie 1975)
- Ministrul secretar de stat la Ministerul Economiei Forestiere și Materialelor de Construcții

Mihai Suder (27 februarie 1974 - 18 martie 1975)
- Ministrul secretar de stat la Ministerul Agriculturii, Industriei Alimentare, Silviculturii și Apelor

Aldea Militaru (27 februarie 1974 - 18 martie 1975)
- Șef al Departamentului Industriei Alimentare (cu rang de ministru secretar de stat)

Ion Moldovan (27 februarie 1974 - 18 martie 1975)
- Ministru secretar de stat la Ministerul Comerțului Exterior

Nicolae M. Nicolae (27 februarie 1974 - 18 martie 1975)
- Ministru secretar de stat și șef al Departamentului Cooperării Economice Internaționale din cadrul Ministerului Comerțului Exterior și Coooperării Economice Internaționale

Nicolae Ionescu (18 ianuarie - 18 martie 1975)
- Prim-vicepreședintele Consiliului Economic (cu rang de ministru)

Mihai Marinescu (27 februarie 1974 - 18 martie 1975)
- Președintele Consiliului Culturii și Educației Socialiste

Dumitru Popescu (27 februarie 1974 - 18 martie 1975)
- Președintele Consiliului Național al Cercetării Științifice (cu rang de ministru)

Gheorghe Cioară (27 februarie 1974 - 18 martie 1975)
- Prim-vicepreședintele Consiliului Național al Cercetării Științifice (cu rang de ministru secretar de stat)

Octavian Groza (27 februarie 1974 - 18 martie 1975)
- Președintele Comitetului pentru Problemele Consiliilor Populare (cu rang de ministru)

Iosif Uglar (3 iunie 1974 - 18 martie 1975)
- Prim-vicepreședintele Comitetului de Stat al Planificării (cu rang de ministru secretar de stat)

Nicolae Mihai (27 februarie - 4 mai 1974)
- Președintele Comitetului pentru Prețuri (cu rang de ministru)

Gheorghe Gaston Marin (27 februarie 1974 - 18 martie 1975)
- Președintele Consiliului Național al Apelor (cu rang de ministru)

Florin Ioan Iorgulescu (27 februarie 1974 - 18 martie 1975)
- Președintele Comitetului de Stat pentru Energie Nucleară (cu rang de ministru)

Ioan Ursu (27 februarie 1974 - 18 martie 1975)
- Președintele Consiliului Central al Uniunii Generale a Sindicatelor din România (cu rang de ministru)

Virgil Trofin (27 februarie 1974 - 18 martie 1975)
- Președintele Comisiei Naționale de Demografie (cu rang de ministru)

Theodor Burghele (5 martie 1974 - 18 martie 1975)
- Consilier la Consiliul de Stat (cu rang de ministru)

Horia Hulubei (27 februarie 1974 - 18 martie 1975)
- Inspector general de stat la Inspectoratul General de Stat pentru Controlul Calității Produselor (cu rang de ministru)

Dumitru Niculescu (27 februarie 1974 - 18 martie 1975)

## Sursa
- Stelian Neagoe - "Istoria guvernelor României de la începuturi - 1859 până în zilele noastre - 1995" (Ed. Machiavelli, București, 1995)
- Rompres Arhivat în 11 februarie 2007, la Wayback Machine.

| Precedat(ă) de: Guvernul Ion Gh. Maurer (5) | Guvernul Manea Mănescu (1) 27 februarie 1974 - 18 martie 1975 | Succedat(ă) de: Guvernul Manea Mănescu (2) |